# Agrostis jourretii
Agrostis jourretii é uma espécie de gramínea do gênero Agrostis, pertencente à família Poaceae.